# Station Wien Ottakring
Wien Ottakring is een OV-knooppunt aan de Vortortlinie in het district Ottakring dat in 1892 genoemd is naar de voormalige plaats Ottakring. Het ligt op een talud tussen de Thaliastraße en de Hasnerstraße, parallel aan de Paltaufgasse in het oosten en de Huttengasse in het westen. Het station staat net als grote delen van de Vorortlinie op de monumentenlijst. 

## Stadtbahn
Het landelijke gebied dat zich, na de annexatie door Wenen, snel ontwikkelde tot stadsdeel kreeg een station aan een van de lijnen van de Stadtbahn. Het besluit tot de aanleg van de Stadtbahn viel in 1892 en architect Otto Wagner ontwierp in opdracht van de Commission für Verkehrsanlagen in Wien de stations. Het station bij Ottakring werd in november 1896 opgeleverd  en samen met de Vorortlinie op 11 mei 1898 geopend. De lijn werd ook gebruikt voor goederenverkeer en naast het station werd een grote tabakfabriek van de Österreichischen Tabakregie gebouwd die op de stadsplattegrond van 1912 als k.k. Zigarrenfabrik was ingetekend.

## Goederenvervoer
De Vorortelinie was een van de lijnen van de oorspronkelijke Stadtbahn maar werd na de Eerste Wereldoorlog, in tegenstelling tot de andere lijnen, niet overgenomen door de stad Wenen. De  Commission für Verkehrsanlagen in Wien hield de lijn ook buiten het tariefsysteem van het OV in Wenen zodat het aantal reizigers beperkt bleef. In 1932 werd het reizigersverkeer op de lijn gestaakt en raakte het station in verval. De sporen van de tabaksfabriek en het levensmiddelen concern Julius Meinl, die sinds 1912 ten zuiden van het stationsgebouw pakhuizen en een marmaladefabriek had, bleven in gebruik. 

## S-Bahn
Op 30 april 1979 werd besloten tot de ombouw van de Vortortlinie tot S-Bahn. Na omvangrijke restauratie werkzaamheden en elektrificatie van de lijn ging de nieuwe treindienst S45 op 31 mei 1987 van start. De S-bahn beschikt over twee zijperrons, perron 1 van 190 meter en perron 2 van 170 meter.
Sinds 1998 ligt naast het station het westelijk eindpunt van metrolijn U3.

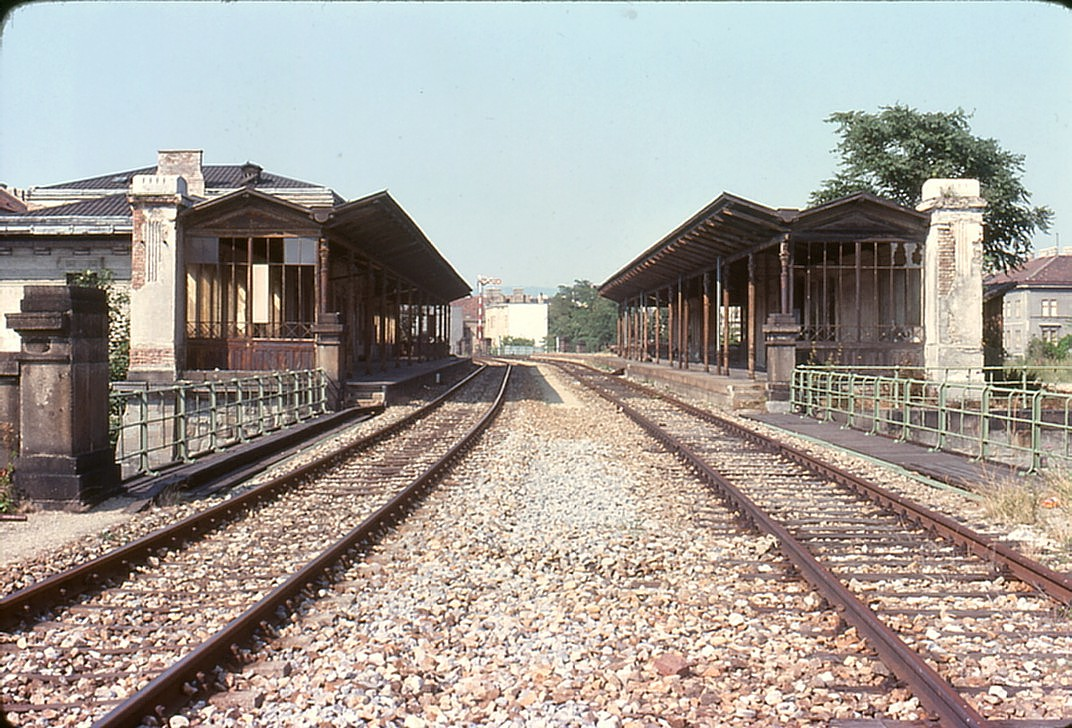
Het vervallen station in 1979..
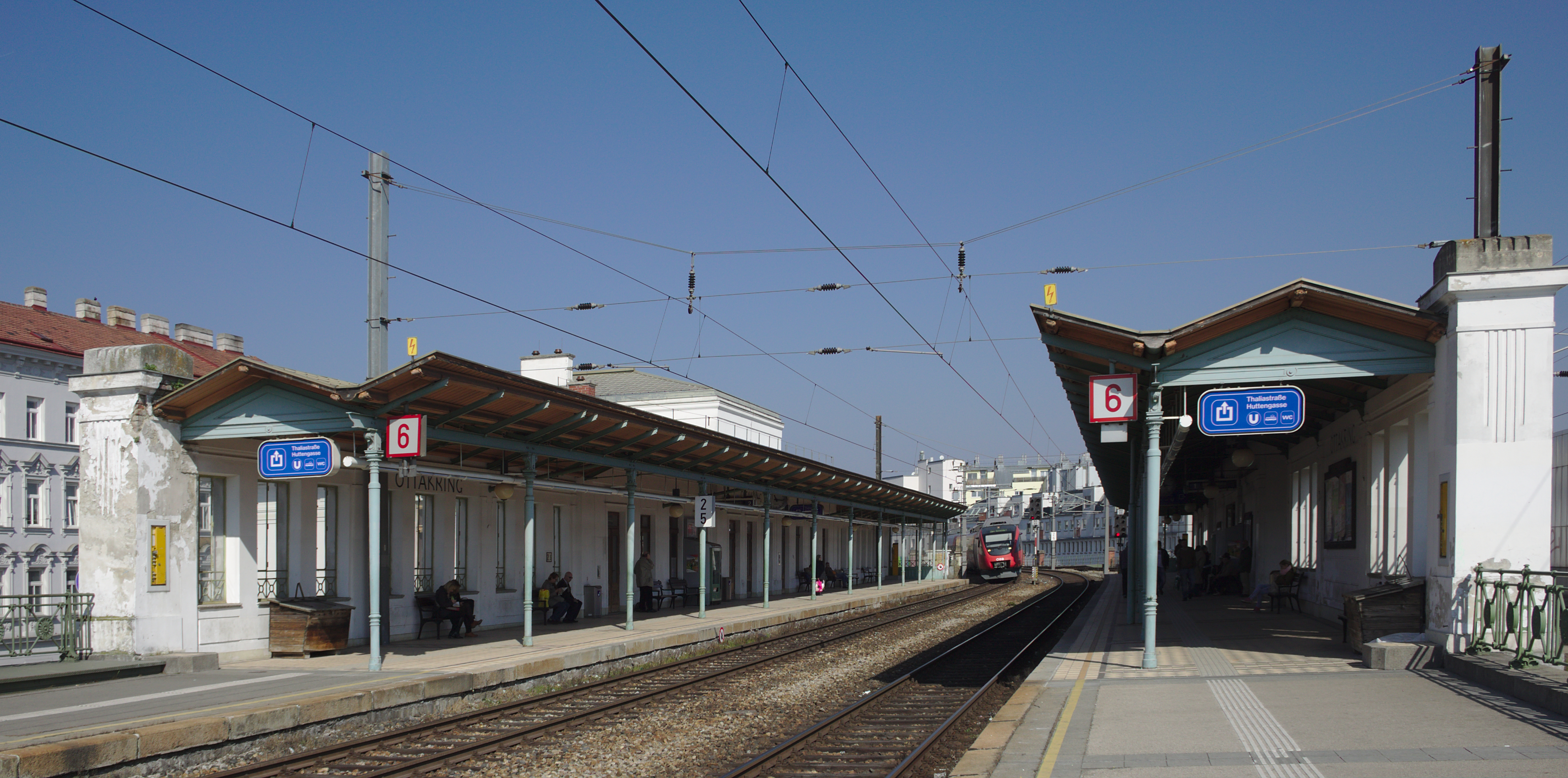
..en gerestaureerd in 2014.